# ينكا أديديجي
ينكا أديديجي (بالإنجليزية: Yinka Adedeji)‏ (24 مارس 1985 بلاغوس في نيجيريا - ) هو لاعب كرة قدم نيجيري في مركز الدفاع. شارك مع منتخب نيجيريا تحت 20 سنة لكرة القدم ومنتخب نيجيريا تحت 23 سنة لكرة القدم. أما مع النوادي، فقد لعب مع بيونيك يريفان وشاركس وشوتينغ ستارز وصن شاين ستارز ونادي سوندسفال ‏.

## وصلات خارجية
- ينكا أديديجي على موقع الاتحاد الدولي (مؤرشف)  (الإنجليزية)
- ينكا أديديجي على موقع قاعدة بيانات كرة القدم.إي يو (الإنجليزية)
- ينكا أديديجي على موقع Soccerway.com (الإنجليزية)